# Brookesia valerieae
Brookesia valerieae là một loài thằn lằn trong họ Chamaeleonidae. Loài này được Raxworthy mô tả khoa học đầu tiên năm 1991.